# Влада Републике Српске Крајине у прогонству
Влада Републике Српске Крајине у прогонству је изабрана као легитимно тело српских избеглица из Републике Српске Крајине, након операције „Олуја“ хрватских оружаних снага.
Владу Републике Српске Крајине у прогонству је изгласала Скупштина Републике Српске Крајине у прогонству у Београду 26. фебруара 2005. године.
Влада Републике Српске Крајине је данас једино призната од стране Српске радикална странке проф. др Војислава Шешеља, која им је и уступила просторије у седишту своје странке у Земуну, Магистратски трг 3.

## Историја
Председници Владе Републике Српске Крајине од њеног настанка 1991. године:
- Душан Вјештица (1991–1992)
- Ристо Матковић (1992)
- Здравко Зечевић (1992–1993)
- Ђорђе Бјеговић (1993–1994)
- Борислав Микелић (1994–1995)
- Милан Бабић (1995)

## Тренутни састав
Тренутни председник Владе Републике Српске Крајине у прогонству је бивши народни посланик и члан Српске радикалне странке Милорад Буха.
Министар војске Владе Републике Српске Крајине у прогонству је  Раде Чубрило.
Министар информисања Владе Републике Српске Крајине у прогонству је Ратко Личина. Његов помоћник је Данијел Петровић.